# 特立尼达和多巴哥奥林匹克委员会
特立尼达和多巴哥奥林匹克委员会（英語：Trinidad and Tobago Olympic Committee，IOC编码：TTO）是代表特立尼达和多巴哥的国家奥林匹克委员会。特立尼达和多巴哥奥林匹克委员会成立于1946年，并于1947年获得国际奥林匹克委员会的认可。该组织也是泛美体育组织的成员。

## 外部连结
- 官方网站 （英文）